# フェノム (化粧品)
フェノム（Phenomé）は、ポーランドに本社を置くBiogened社の化粧品ブランドである。持続可能なアプローチで美と環境の共存を主とするライフスタイルを取り入れた自然派のコスメティックブランドとして、2010年に立ち上がった。その名はフェノミナン（Phenomenon）と自分（me）に由来する。

## 歴史
1949年より神経学的精神医学、および腫瘍学の製剤の開発に注力し、ポーランドでは医師、薬剤師、患者に広く知られるようになった。当時の社名はPOLONという名前だった。
1998年に企業再編があり、企業の所有権転換が行われ、社名をBiogenedに変更した。
2011年、ワルシャワ証券取引所に上場。

## 特徴
商品のラインナップは、肌タイプ別に混合肌をはじめ、年齢肌、普通肌、敏感肌、乾燥肌、脂性肌それぞれに合わせ、スキンケアとして、化粧水や美容液、クレンジングなどのフェイスケア商品、シャンプーやコンディショナーなどのヘアケア商品、ボディケア、ベビー/マタニティーケア、メンズケア、サンケアに分けられ、水の代わりに植物から抽出される植物水（ハイドロゾル）を100%使用しているところが機能面での最大の特徴である。
そして、第二の特徴として商品の品質へのこだわりである。使用している成分の調達先や成分量をすべて開示している。
エコサートをはじめとするオーガニック化粧品の国際的な認定機関では化粧品に含まれる植物原料を95%以上と設定されているが、フェノムは独自のナチュラル&オーガニックコスメティクスの製造基準を98%以上としている。
また、独自の製造基準としては、GMPガイドラインに則り、すべて医療品製造施設内の専用生産ラインで製造すること、フェノムのスキンケア商品には絶対に含まれない成分を宣言している。
さらに、製品の包装はリサイクルされた材料で作られ、リサイクルおよび再利用できるように設計され、化石燃料の節約を努力している。

## スキンケア商品には含まれない成分
- パラベン (メチル, プロピル, ほか)
- ラウリル硫酸ナトリウム (SLS)
- ラウレス硫酸ナトリウム (SLES)
- ワセリン/鉱物油/パラフィン
- シリコン
- ポリエチレングリコール (PEG)
- グリコール
- ケミカル日焼け止め
- フタル酸エステル類
- エタノールアミン (MEA/DEA/TEA)
- ホルムアルデヒド供与体 (DMDMヒダントイン,ジアゾリジニル尿素, メチルイソチアゾリノン)
- ラノリン
- 合成染料
- 合成香料
- 動物性成分

## 日本におけるフェノム

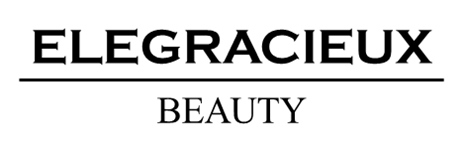
日本市場代理店ショップ

日本では海外コスメブランドの事業開発支援を行っているMarketChance ltd社が正規代理店として展開しており、日本の他に一部の東アジア圏でも展開している。
販売に関しては同社のエルグラシュビューティがインターネット通販にて展開。
特徴的な展開方法として、消費者意見を取り入れた海外コスメブランドの実店舗設立形態を考えている。